# Непередбачені візити
«Непередбачені візити» («Непредвиденные визиты») — радянський чотирисерійний телефільм 1991 року, знятий режисером Марком Орловим на студії «Союзтелефільм».

## Сюжет
Мер міста Селіванів, нещодавно обраний на цю посаду, відвідує своїх попередників, знайомлячись із їхніми нелегкими долями. Розповіді колишніх градоначальників про себе, свої долі, тісно пов'язані з історією країни, становлять зміст фільму.

## У ролях
- Віра Алентова — Антоніна Іванівна, секретар голови виконкому
- Борис Щербаков — Сергій Володимирович Селіванов, новий голова виконкому
- Євген Лазарев — Ігор Євгенович Сєдих
- Андрій Мартинов — Петро Федорович Якушкін
- Олексій Жарков — Матвій Захарович Аграненко
- Василь Лановий — Тимофій Єгорович Ползунов, голова виконкому
- Неллі Корнієнко — Ніна Григорівна Ботвінська
- Тамара Сьоміна — Маргарита Петрівна, мати Наді
- Валерія Горєва — Надя, дочка Маргарити Петрівни
- Ірина Бякова — Галина Василівна Черняєва, вчителька
- Валентина Титова — Поліна Семенівна, дружина Сєдих
- Кирило Златолінський — Олег Сєдих, син Ігоря Євгеновича
- Микола Хмельов — Кузя, Анатолій Кузнецов, помічник Олега
- Лариса Лужина — Ольга Григорівна, дружина Якушкіна
- Олександр Високовський — Анатолій Канюков, хлопець Наді
- Смирнов Володимир МиколайовичВолодимир Смирнов — Кузовльов, шкільний товариш Якушкіна
- Михайло Бушнов — Олег Едуардович, театральний актор
- Сергій Чекан — Микола Захаров, артист
- Людмила Соловйова — Лариса, дружина Аграненка
- Микола Пеньков — Василь Фомич, секретар міськкому партії
- Олександр Овчинников — Федір, інструктор міськвиконкому
- Надія Бутирцева — Ірина, друга дружина Ползунова
- Юлія Меньшова — Тоня, Антоніна Іванівна в молодості
- Юльєн Балмусов — Микола Петрович, працівник органів держбезпеки
- Борис Беккер — Семен Йосипович, лікар
- Ігор Пушкарьов — Петро Михайлович, перший секретар міськкому партії
- Данило Нетребін — Василь Петрович
- А. Кубліна — епізод
- Т. Афоніна — епізод
- Коля Кваснікевич — епізод
- Саша Андрєєва — епізод
- Євдокія Вишнякова — епізод
- Марина Антонова — епізод
- Олексій Стефанов — епізод
- Михайло Ферапонтов — епізод
- Льова Прокопюк — епізод
- Олексій Зарубін — епізод
- Євген Галушко — Євген Євгенович
- Юрій Голишев — актор театру
- Володимир Полупарнєв — директор театру
- Володимир Мишкін — Степан Сергійович, фрезерувальник
- В'ячеслав Дрожжин — епізод
- Маша Аксьонова — дочка Якушкіних
- Н. Краснова — епізод
- Алевтина Рум'янцева — епізод
- Надія Ровніна — епізод
- Д. Петруніна — епізод
- Клавдія Козльонкова — квиткарка в театрі
- Л. Балишева — епізод
- Галина Барабанова — епізод
- А. Рябініна — епізод
- В. Бердичевський — епізод
- Женя Мальцев — епізод
- Ю. Кондрахін — епізод
- В. Мигульова — епізод
- Ю. Густова — епізод
- Іван Власов — Петро, чоловік Антоніни Іванівни
- Неллі Толстухіна — епізод
- М. Александров — епізод
- В. Перегудов — епізод
- Михайло Бичков — працівник клубу
- Сергій Ісаєв — Павло Григорович
- Н. Акулов — епізод
- С. Нікітін — епізод
- О. Смєлов — епізод
- М. Гусаков — епізод
- П. Копилов — епізод
- Ігор Баранов — епізод
- М. Шиульська — епізод
- І. Шиульський — епізод
- Лариса Павлова — епізод
- А. Бридний — епізод
- Олександр Звєринцев — епізод
- К. Високовський — епізод
- О. Лисенко — епізод
- Зоя Іванова — епізод
- Людмила Потапова — епізод
- Степан Бубнов — епізод
- Ігор Степанов — епізод
- Саша Молєв — епізод
- К. Морозова — епізод
- Інна Єфремова — побожна старенька
- Олена Бикова — епізод
- Олена Волошина — епізод
- О. Новосьолов — епізод
- І. Мірошниченко — епізод
- Андрій Карташов — епізод
- В. Пронічкін — епізод
- В. Муранов — епізод
- В'ячеслав Нефьодов — епізод

## Знімальна група
- Режисер — Марк Орлов
- Сценаристи — Йосип Ольшанський, Віктор Ольшанський
- Оператор — Олександр Фомін
- Композитор — Ігор Єфремов
- Художник — Олександр Черемних